# Café frappé

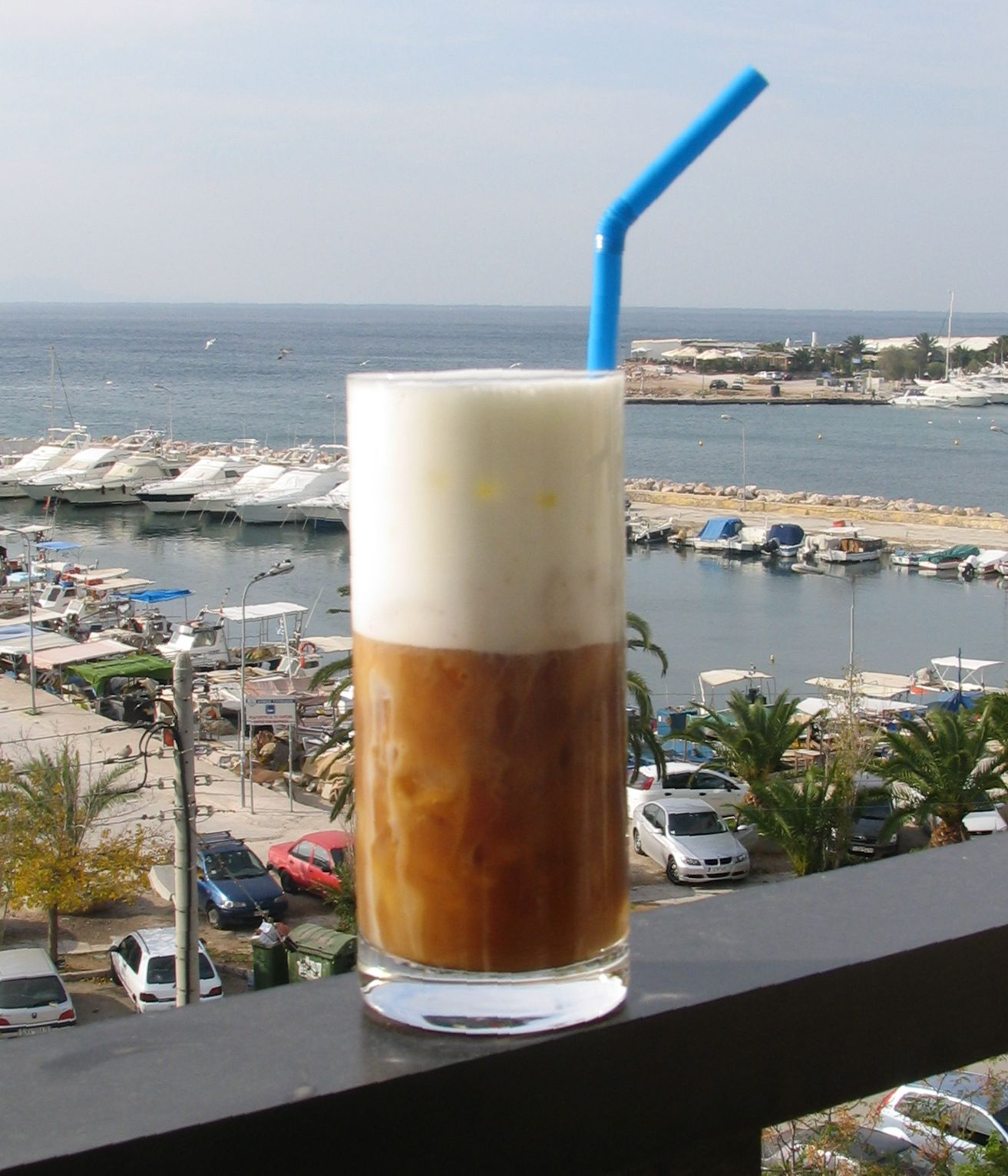
Café frapé.

El café frappé  o café frapé (del griego φραπέ, frapé) es un café con hielo cubierto de espuma elaborado a partir de café instantáneo. Es muy popular en Grecia y Chipre, especialmente durante el verano, si bien se ha extendido a otros países. Forma la base del iced cappucino (‘capuchino helado’) estadounidense y el frappuccino europeo de Europa. El término proviene del francés frappé, que significa, en este contexto, «agitado» o «helado».

## Historia
El frappé tuvo su origen en la Feria Internacional del Comercio de Tesalónica de 1957. El representante de la compañía Nestlé, Ioannis Dritsas, estaba exhibiendo un nuevo producto para niños, una bebida de chocolate que se preparaba instantáneamente mezclando el cacao con leche y agitándola en una coctelera. El empleado de Dritsas Dimitrios Vakondios estaba buscando una manera de tomar su habitual café instantáneo del descanso pero no encontraba agua caliente, así que mezcló el café con agua fría en la coctelera.
Este experimento improvisado dio origen a la popular bebida griega. El frappé ha sido comercializado principalmente por Nestlé, llegando a ser la bebida más popular del país. Recientemente, Kraft, bajo la marca Jacobs, ha lanzado su propia variante de frappé. El frappé ha sido calificado de café nacional griego, y se sirve en virtualmente todas las cafeterías, donde se sirve típicamente acompañado de un vaso de agua.
En 2006 el crítico gastronómico Daniel Young se asoció con su esposa, la editora Vivian Constantinopoulos, para publicar Frappé Nation, un libro sobre la historia y la cultura del frappé griego.

## Espuma
El café instantáneo atomizado casi no contiene grasa, sino solo diminutas partículas (sólidos de café), algunas moléculas responsables del aroma y el sabor, y por supuesto cafeína. Cuando se disuelve, el café atomizado forma un coloide más simple y estable que el café hervido de la manera tradicional. Esto permite la creación de la característica capa espumosa gruesa que lo cubre. Esta capa se parece a la espuma del café expreso, pero es mucho más espesa y tiene una composición diferente. Puede ser caracterizada principalmente como un coloide de tres fases en el que las diminutas burbujas se mantienen unidas gracias a los sólidos de café.
La ausencia de grasa (o el significativamente menor contenido en grasa respecto al café tradicional) hace al sistema más estable y las burbujas no se colapsan de la misma forma que en la espuma del café expreso. Poco después de que se cree la espuma sucede un proceso de espesado, en el que las moléculas de agua son constantemente empujadas fuera de la mezcla espumosa. Las burbujas quedan muy próximas entre sí y la espuma casi se solidifica. Este proceso lleva entre unos 2 a 10 minutos, dependiendo fuertemente del proceso de agitado durante la preparación. Cuando casi toda el agua es expulsada las burbujas quedan tan juntas que empiezan a unirse y crear burbujas mayores.
En este punto la presencia de grasa (un agente hidrófobo) puede acelerar significativamente el proceso de colapso, lo que supone la creación de una espuma más ligera con un diámetro de burbuja medio superior a 4 mm. Esta es la razón de que no sea posible hacer un buen frappé en muchos países, salvo que se disponga de café atomizado. El empleo de una coctelera manual posibilita la creación de burbujas más finas, lo que aumenta el tiempo de duración de la espuma. Los mejores cafés frappé suelen considerarse aquellos que tienen las burbujas más pequeñas y una capa de espuma de unos 3 a 5 cm de grosor.

## Variantes
El frappé se elabora en tres grados de dulzor, determinados por las cantidades de azúcar y café usados. Estos son: glykós (γλυκός, «dulce», 2 cucharaditas de café y 4 de azúcar), métrios (μέτριος, «medio», 2 cucharaditas de café y 2 de azúcar) y skétos (σκέτος, «solo», 2 cucharaditas de café y sin azúcar). Todas las variedades pueden servirse con leche evaporada (με γάλα, me gála, «con leche»), en cuyo caso pueden llamarse φραπόγαλο (frapógalo).
A veces se elaboran variedades con kahlúa u otros licores, así como leche con chocolate. Muchos restaurantes añaden una bola de helado de vainilla al frappé en lugar de leche. Aunque no son técnicamente frappé (pues no se agitan), algunas variantes se remueven con una cuchara, creando una textura ligeramente diferente y, según algunos, cambiando el sabor.

### El caféfrappéfuera de Grecia
El café frappé también se consume en Chipre, donde los grecochipriotas lo han adoptado en su cultura, en Macedonia del Norte, Albania, Tailandia, Malasia, Indonesia, regiones de Turquía, Ucrania, Polonia y Rumanía. En Bulgaria se usa a veces cocacola en lugar de agua (posiblemente una inspiración para el Coca-Cola Blāk), en Dinamarca se usa a menudo leche fría en lugar de agua y en Serbia se le añade helado.
En Francia el frappé es un batido elaborado mezclando leche o zumo en una coctelera sin café. En Nueva Inglaterra, un frappé es un batido estadounidense, a menudo más espeso que los batidos normales por tener más helado, y sin café. En Irlanda el frappé se elabora con café recién molido, hielo, leche y a veces helado o aromas como vainilla o caramelo.
El Frappé de Argentina se realiza a partir de helado, generalmente de dulce de leche o vainilla, junto con café y crema batida. Esta bebida se ha popularizado durante los últimos años, para ubicarse al mismo nivel del capuchino frío. Algunas cadenas argentinas, como modo distintivo, agregan trozos de chocolate o alfajor en la preparación.